# Platja de Tavernes
La platja de Tavernes és una platja d'arena daurada, amb un onatge moderat situada al terme municipal de Tavernes de la Valldigna (la Safor). Disposa de bandera blava a les dues platges de què disposa, Tavernes i la Goleta, i està situada a uns 5 km del municipi i a 1 km de l'estació de rodalia RENFE de la línia C-1. Té 1.627 habitants censats, dels quals 849 són homes i 778 són dones. Però la població que arriba a tindre a l'estiu pot superar els 40.000 habitants a causa de l'arribada de turistes. Té una longitud de 1.987 metres i una amplària mitjana de 30 metres, encara que té molta variació.